# Делон Армитиџ
Делон Армитиџ (енгл. Delon Armitage; 15. децембар 1983) професионални је енглески рагбиста, који тренутно игра за Тулон. Рођен је у Тринидад и Тобагу, а од 1996. до 2002. живео је у Француској, где је играо рагби. Ипак француски тренери су мислили да је премршав за рагби, па није успео да заигра за млађе селекције Француске. Отишао је у Енглеску, где су тренери препознали његов таленат, па је играо за младу репрезентацију Енглеске. Висок је 191 цм и тежак 93 кг. Од 2002. до 2012. играо је за Лондон Ајриш (165 утакмица и 330 поена). Лета 2012. прелази у Тулон, за који је до сада одиграо 72 утакмице и постигао 126 поена. Са Тулоном је освојио 3 титуле првака Европе (2013, 2014, 2015) и 1 титулу првака Француске (2014). 8. новембра 2008. дебитовао је за енглеску репрезентацију. Прве поене је уписао против Аустралије када је постигао дроп кик са 45 метара. У купу шест нација 2009. постигао је есеј против Ирске и Велса. Играо је на светском првенству 2011. За "црвене руже" укупно је одиграо 26 мечева и постигао 44 поена. Ожењен је, има двоје деце, једног сина и једну кћерку. Поред рагбија омиљени спортови су му тенис и крикет.